# Láng József (színművész)
Láng József (Szekszárd, 1934. január 5. –) Jászai Mari-díjas magyar színész, a József Attila Színház örökös tagja.

## Életpályája
1953-ban érettségizett a Petőfi Sándor Gimnáziumban. A Színház- és Filmművészeti Főiskola növendéke volt 1953–1957 között, majd a Pécsi Nemzeti Színházhoz került (1957–1959). Innen 1959-ben szerződött át a budapesti Vígszínházhoz. 1962-2020 között a József Attila Színház tagja volt. 2020-ban a koronavírus járvány következtében úgy döntött, visszavonul a színpadtól.
Szinkronszínészként és vígjátéki szerepekben dolgozott legtöbbet. Roger Moore brit színész magyar szinkronhangja volt Az Angyal című filmsorozatban és más filmekben.

### Családja
1962-ben házasodott össze feleségével, Zsuzsával. Két fiuk volt, aki közül a fiatalabb 40 éves korában öngyilkos lett. Nagyobbik fiától négy unokája van.
Feleségével Budapesten a III. kerületben, a Római-parton élnek.

## Színpadi szerepei
- Gorkij: Az anya... Jákov

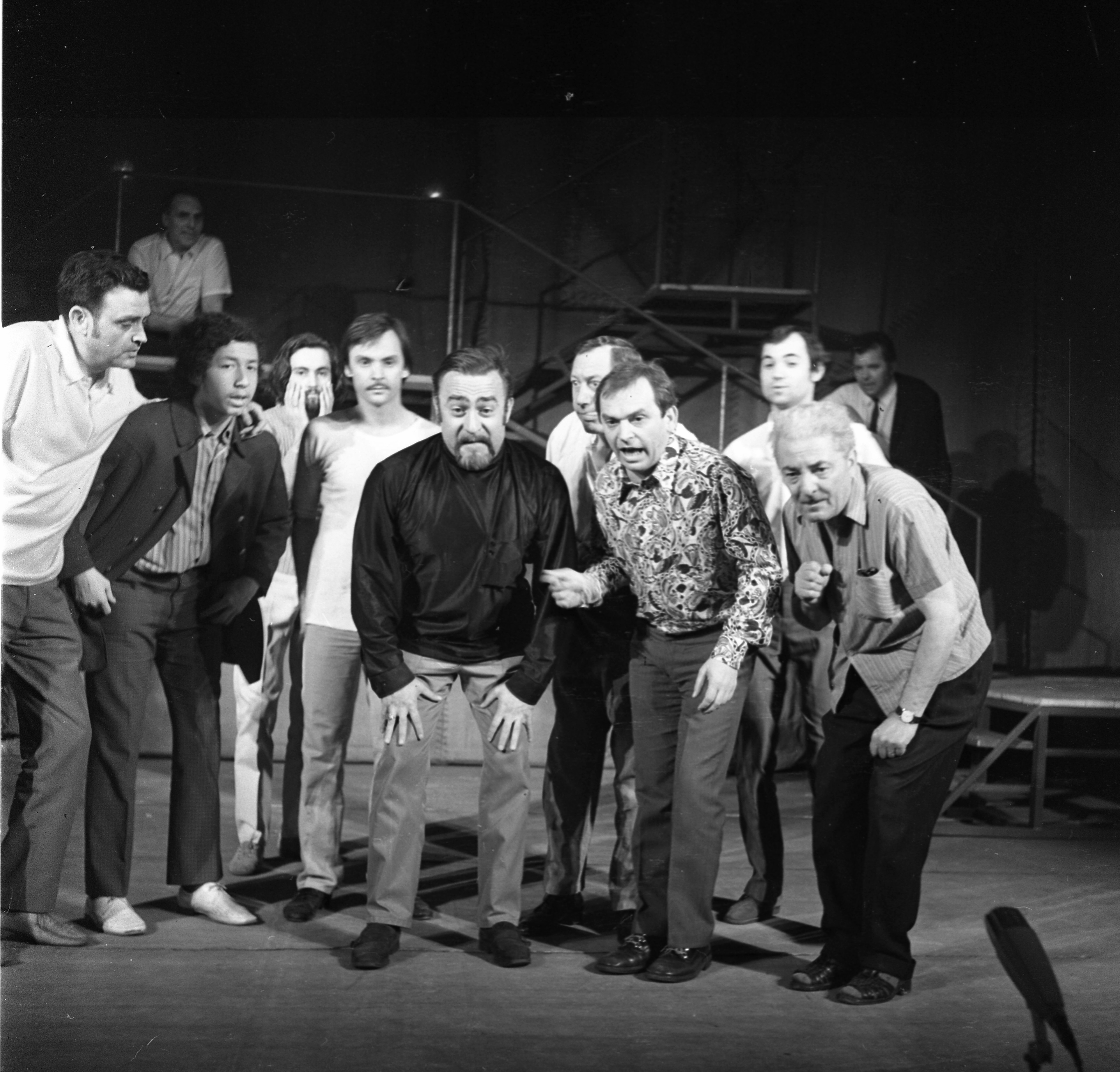
A Svejk a hátországban című darab próbája. Balra zakóban Márton András, mellette fehér pólóban Benkő Péter, középen Horváth Gyula, mellette tarka ingben Bodrogi Gyula, mögötte fehér ingben Paudits Béla, a háttérben Turgonyi Pál és Láng József (József Attila Színház, Budapest, 1971)

- William Shakespeare: III. Richárd... 1. hírnök; Püspök
- Illyés Gyula: Dózsa György... Őr
- Mikszáth Kálmán: Sipsirica... Egy úr
- Németh László: Galilei... Rodolfo
- Lehár Ferenc: A víg özvegy... Danilovics Daniló gróf
- Teszarova–Radok: A jégeső sem akadály... Pali
- Sólyom László: A nyomozás érdekében... Kiss Nándor
- Shakespeare: Vízkereszt... Fábián; Sebestyén
- Kohout: Ilyen nagy szerelem... Milán
- Mikszáth: A Noszty fiú esete Tóth Marival... Noszty Feri
- Gorkij: Ellenségek... Grékov
- Nádasdi József: Ibusz kisasszony... Ervin
- Illyés Gyula: Dandin György avagy A megcsúfolt férj... Klitander
- Richard Nash: Az esőcsináló... File
- Dobozy Imre: Szélvihar... Szusza Kis András
- Kálmán Imre: Csárdáskirálynő... Tonelli
- Galambos György: Májusi muzsika... Dömör Vilmos
- Delaney: Egy csepp méz... Fiú
- Tolsztoj: Háború és béke... Sándor cár
- Barnassin Anna: Idegen partok előtt... Vári József
- Sheridan: A rágalom iskolája... Sir Poakhash
- Edmond Rostand: Cyrano de Bergerac... Christian; Montfleury
- Lawrence-Lee: Aki szelet vet... Bannister
- Euripidész: Iphigéneia Auliszban... Meneláosz
- Majakovszkij: Poloska... Léggömbárus; Feltaláló; Harmadik tűzoltó
- Kodolányi János: Békák tava... Dancsa Gyuri
- Mesterházi Lajos: A tizenegyedik parancsolat... Elnök
- Bay Gyula: Konok emberek... Szamosi Ferenc
- Goethe: Faust... Udvarnagy
- Aiszkhülosz: Leláncolt Prométheusz... Hermész
- Molnár Ferenc: Játék a kastélyban... Ádám
- Hárs László: Ki a győztes?... Irmai
- O’Casey: Az ezüst kapu... Forby Maxwell
- Szimonov: A lázadó lelkiismeret... Navigátor
- Kárpáthy–Orbók: Játék a bíróságon avagy a „Molnár-ügy”... János; Miniszter; Ádám
- Id. Alexandre Dumas: A három testőr... Porthos
- Salacrou: A túltisztességes asszony... Jacques
- Osztrovszkij: A hozomány nélküli menyasszony... Ilja
- Kertész Imre: Cyrano házassága... Sanyi
- Szomory Dezső: II. József... Gróf Batthyány
- Berkesi András: Villa Bécs mellett... Első idegen
- Osztrovszkij: Utolsó áldozat... Djergacsov Luka Geraszimics
- Heltai Jenő: Az ezerkettedik éjszaka... Kafur
- Bulgakov: Fehér karácsony... Harmadik tiszt
- Anouilh: Becket avagy az Isten becsülete... Pápa
- Berkesi András: Viszontlátásra, Harangvirág!... Taube
- Kállai István: Keménykalaposok... János
- Berkesi András: Húszévesek... Gyári
- Giraudoux: Párizs bolondja... Kifutó
- Barillet–Grédy: A kaktusz virága... Igor
- Gyárfás Miklós: Kényszerleszállás... A három Kovács
- Csizmarek Mátyás: Mi van a kofferban?... Mesterdetektív
- Hammel: Kilenckor a hullámvasútnál... Bob
- Rozov: Ketten az úton... Szapunov
- Agatha Christie: Gyilkosság a paplakban... Ronald Hawes
- Berkesi András: Thomson kapitány... Borbás Zoltán
- Gabányi Árpád: Aba Sámuel király... Nannó
- Carlo Goldoni: Hotel "Mirandolina"... Dr. Sámson Zuárd
- Gavault–Charvay: Valami mindig közbejön...[6] Paradeux
- Geoffrey Chaucer: Canterbury mesék... Fogadós
- Illyés Gyula: Malom a Séden... Géza
- Satrov: Merénylet... Jenukidze
- Károlyi Mihály: A nagy hazugság... Mandorla
- Tabi László: Karikacsapás... Korompai
- Hašek: Svejk a hátországban...
- Berkesi András: A tizenharmadik ügynök... Boda Miklós őrnagy
- Neil Simon: Ígéretek, ígéretek... Mr. Kirkeby osztályvezető
- Sardou–Moreau: Szókimondó Kata... Savary
- Szigligeti Ede: Liliomfi... Kányai
- Plautus: Táncoló kísértetek... Katona
- Leonov: Hazatérés... Tatarov; Jegorov
- Shakespeare: Sok hűhó semmiért... Antonio; Konrád
- Suksin: Jómadarak... Egy ember, aki csak beszél
- Shakespeare: A windsori víg asszonyok... Pistol
- Arthur Miller: A salemi boszorkányok... Herrick
- Kardos G. György: Villon és a többiek... Antoine
- Csiky Gergely: Buborékok... Gombos
- Sütő András: Egy lócsiszár virágvasárnapja... Várkatona
- Berkesi András: Kálvária... Auerbach Sándor
- Bertolt Brecht: Koldusopera... Schmith
- Roscsin: Veled vagy nélküled... Főnök
- Bolt: Éljen a királynő!... Ruthven
- Molière: Jourdain úr... Vívómester
- Grochowiak: Őrült Gréta... Börtönőr
- Aljosin: Anna őfelsége... Henrik
- Száraz György: Ítéletidő... Ioan Boeriu
- Fejes Endre: Rozsdatemető... Művezető
- Müller Péter: Szemenszedett igazság... Idegen
- Bíró–Lengyel: A cárnő... Romszki
- Labiche–Martin: Perrichon úr utazása... Vendéglős
- Kassák Lajos: Angyalföld... Koldus
- Xenopulosz: A kísértés... Kozmasz
- Bródy Sándor: A tanítónő... Postás
- Dosztojevszkij: A félkegyelmű... Afanaszij Ivanovics Tockij
- Galambos Lajos: Szerelmes égitestek... I. lárva
- Gorin: Felejtsétek el Herosztratoszt!... Kriszipposz uzsorás
- Gay–Rose–Furber: Me and My Girl... Sir Jasper
- Gáspár Margit: A császár messze van... Leányfalvi
- Schwajda György: Csoda... Hárshegyi
- Horváth Péter: Csao Bambino... Kamillka
- Lengyel Menyhért: A waterlooi csata... König
- Molière: Az úrhatnám polgár... Szabómester
- Hašek: Svejk vagyok... Tuhacsevszkij
- Schwab–DeSylva: Diákszerelem... Johnson
- Molnár Ferenc: A Pál utcai fiúk... Geréb apja
- Móricz Zsigmond: Rokonok... Bisztriczay főmérnök
- Pilinszky János: Gyerekek és katonák... Prelátus; Almazöld ruhás úr
- Collodi: Pinokkió, a hosszúorrú fabáb története... Gepetto
- Molnár Ferenc: Előjáték a Lear királyhoz... A burgundi fejedelem
- Nicolaj: Hárman a padon... Bocca Libero
- Spiró György: Vircsaft... Pasi
- Radó Denise: A Fedák-ügy avagy kontra, rekontra, szubkontra... Beöthy László; Bíró; Porzsolt Kálmán; Vidor Pál; Molnár János
- Kocsák–Nagy: Budapest, te csodás!
- Halász Imre: Egy csók és más semmi... Elnök I.
- Móricz Zsigmond: Légy jó mindhalálig... Török bácsi
- Fejes Endre: Vonó Ignác... Pap
- Keroul–Barré: Léni néni... Rendőrfőnök
- Kern András: Spencer... White
- Mikszáth: Különös házasság... Hauer kanonok; Markstein kanonok
- Georges Feydeau: Egy hölgy a Maximból... Chanteau
- Rejtő Jenő: Vanek úr Afrikában... Villeraux
- Koltai–Nógrádi: Sose halunk meg... Orvos
- Jókai Mór: A kőszívű ember fiai... Szalmás
- Sauvil–Assous: Add kölcsön a feleséged!... Az elnök
- Hámos György: Mici néni két élete... Idős taxis

## Filmjei

### Játékfilmek
- Két vallomás (1957)
- Szegény gazdagok (1959)
- Szombattól hétfőig (1959)
- Az Ígéret földje (1961)
- A kilencvennégyes tartálykocsi (1962)
- Új Gilgames (1964)
- Fény a redöny mögött (1965)
- A holtak visszajárnak (1968)
- Fenegyerekek (1968)
- Egy srác fehér lovon (1973)
- Pókháló (1974)
- Kopjások (1975)
- Jó utazást! (1976) – narrátor
- A Pogány Madonna (1980)
- Elcserélt szerelem (1984)
- Hazafelé (1984) – narrátor
- Idő van (1986)
- Hülyeség nem akadály (1986)
- Macskafogó (1986; rajz-játékfilm) – Nielsen, igazgatósági tag (hang)
- Ördög vigye (1992)
- Négyszemközt az alkohollal

### Tévéfilmek
- Cédula a telefonkönyvben (1961)
- Pirostövű nád (1965)
- Bors (tévésorozat, 1968)
- Az aranykesztyű lovagjai (1968)
- Szende szélhámosok (tévésorozat, 1968)
- A kormányzó (1969)
- Levelek Margitnak (1970)
- Só Mihály kalandjai (1970)
- Mindannyiotok lelkiismerete megnyugodhat… (1970)
- A fekete város 1-7. (1971)
- Fekete macska (1972)
- Burok (1972)
- Kérem a következőt! (1973-1983; rajzfilmsorozat) – További szereplők (hang)
- Sólyom a sasfészekben (1973; tévésorozat)
- A fiú, a lány és egy pillanat (1974)
- Felelet 1-5. (1974)
- Az Elnökasszony 1-2. (1975)
- Beszterce ostroma 1-3. (1976)
- Kántor (tévésorozat, 1976)
- Le a cipővel! 1-2. (1976)
- Az eltűnt miniatűr (1977)
- A nagy képmás (1977)
- A bunker 1-3. (1978; tévésorozat)
- Hullámzó vőlegény (1978)
- Küszöbök (tévésorozat, 1978)
- A nyomozás (1981)
- Petőfi 1-6. (1981)
- Liszt Ferenc (1982)
- Angyal szállt le Babilonban (1982)
- Aranykor (1983)
- A falu jegyzője 1-4. (1986)
- Szomszédok (1988)
- A védelemé a szó (1988)
- Família Kft. (1992)
- Privát kopó (1992)
- Öregberény (1994)
- Kisváros (1994)
- Lili (2003)

## Szinkronszerepei
- A láthatatlan ember: The Official/Charles Borden – Eddie Jones
- Az Angyal: Simon Templar – Roger Moore
- Todo modo (rendezte: Elio Petri, 1976) Dr. Scalambri vizsgálóbíró – Renato Salvatori
- Azúrkék óceán: Charles Delcourt – Bernard Verley
- Barkácsbolt: Rex – Ken Morley
- Fehér névjegykártya: Wilhelm II, German Emperor – Alfred Struwe
- A Zeppelin: Tauntler őrnagy – Peter Carsten
- James Bond, amikor Roger Moore alakította
- MacGyver: Pete Thornton – Dana Elcar
- Murder One: David Blalock – Kevin Tighe
- Martin Chuzzlewit: Seth Pecksniff – Tom Wilkinson
- Minden lében két kanál: Lord Brett Sinclair – Roger Moore
- Stephanie: Professor Günther – Klaus Mikoleit
- Milliós örökség: Johannes Redlich – Günter Pfitzman
- Walker, a texasi kopó: C.D. Parker – Noble Willingham
- Templomos lovagok kincsei: Lord Brown – Nicholas Hawtrey
- Mocsok macsók meséi: Randall Evans – M. Emmet Walsh
- Modern Monte Cristo: Morcerf – Raymond Pellegrin
- Szívek szállodája: Taylor Doose – Michael Winters
- Maffiózók: John "Johnny Sack" Sacramoni – Vincent Curatola
- Halálbiztos diagnózis: Dr. Mark Sloan – Dick Van Dyke
- Tengeri farkasok avagy a kalkuttai könnyűlovasság utolsó támadása (The Sea Wolves: The Last Charge of the Calcutta Light Horse) Gavin Stewart kapitány – Roger Moore
- Vabank, Vabank II. – Leonard Pietraszak
- Nők a pult mögött: Jiří Holub – Josef Langmiler
- Tizenkét dühös ember: 6. esküdt – Ed Binns
- Tetthely: Bergmann felügyelő – Heinz Treuke
- A rendőrség száma 110 / Barátságos arcot kérünk!: 	Peter Fuchs	– Peter Borgelt

## Magyar Rádió
- Kemény Egon–Erdődy János: „A messzetűnt kedves” (1965) Történelmi daljáték. Szereplők: Fazekas Mihály – Simándy József/Darvas Iván, Pálóczi Horváth Ádám – Palócz László/Láng József, Ámeli – László Margit/Domján Edit, Julika – Andor Éva/Örkényi Éva. Zenei rendező: Ruitner Sándor. Rendezte: László Endre. A Magyar Rádió Szimfonikus Zenekarát Bródy Tamás vezényelte, közreműködött a Földényi kórus.
- Passuth László: A holtak nem harapnak (1962)
- Fülöp János: A fejedelmi nő (1964)
- Andersen, Hans Christian: A kis kanász (1964)
- Gyárfás Miklós: Sír az oroszlán (1965)
- MacLean, Katherine: A képernyő nem hazudik (1966)
- Gellért Endre: A felső tízezer (1967)
- Padisák Mihály: Életmentés (1967)
- Ellery Queen: Ludd kapitány tévedése (1968)
- Władysław Reymont: Parasztok (1968)
- Zoltán Péter: A legendás szalmakalap (1968)
- Rolf Schneider: Anglia ezt kívánja Öntől... (1969)
- Agatha Christie: Gyilkolni könnyű (1970)
- Ollier, Claude: Merénylet egyenes adásban (1970)
- László Endre: "Te csak húzzad, Bihari!" (1971)
- Henry James: Egy hölgy arcképe (1974)
- Wolfgang Borchert: Az ajtón kívül (1975)
- Eric Knight: Gyere haza, Lassie! (1978)
- Vil Lipatov: A nyomozás lezárult (1979)
- Hans Fallada: Halálodra magad maradsz (1980)
- Prosper Mérimée: Az etruszk váza (1980)
- Gyenes György: Kettős csavar (1981)
- Marék Antal: A titokzatos kéz (1981)
- A JÁTSZÓ EMBER - Bevezetés (1982)
- Edgar Wallace: Fecsegő felügyelő esetei (1984)
- Krúdy Gyula: Rezeda Kázmér szép élete (1985)
- Móricz Zsigmond: Murányi kaland (1985)
- Thomas Hardy: A weydoni asszonyvásár (1985)
- Benedek Elek-Illyés Gyula: Az égig érő fa (1986)
- Balázs Attila: Ki ölte meg Mészáros Kelement? (1987)

## Díjai
- A Magyar Köztársasági Érdemrend kiskeresztje (1996)
- Pepita-díj (2010)
- Gobbi Hilda-díj (2010)
- Gobbi Hilda Közönség-díj (2010)
- a József Attila Színház örökös tagja (2011)
- Kaló Flórián-díj (2014)[7]
- Jászai Mari-díj (2015)
- A XIII. kerület díszpolgára (2019)[8]